# Campionati mondiali di nuoto in vasca corta 2024 - 400 metri stile libero femminili
La gara dei 400 metri stile libero femminili dei campionati mondiali di nuoto in vasca corta 2024 si è svolta il 10 dicembre 2024 presso la Duna Aréna di Budapest.

## Podio
| Pos.    | Atleta             | Nazione   |
| ------- | ------------------ | --------- |
| Oro     | Summer McIntosh    | Canada    |
| Argento | Lani Pallister     | Australia |
| Bronzo  | Mary-Sophie Harvey | Canada    |

## Record
Prima della manifestazione il record del mondo (RM) e il record dei campionati (RC) erano i seguenti.
|  | 3'51"30 | Li Bingjie     | 27 ottobre 2022 Pechino   |
|  | 3'53"92 | Ariarne Titmus | 14 dicembre 2018 Hangzhou |

Durante la competizione è stato migliorato il seguente record:
|  | 3'50"25 | Summer McIntosh |

## Programma
| Data             | Ora   | Turno    |
| ---------------- | ----- | -------- |
| 10 dicembre 2024 | 9:02  | Batterie |
| 10 dicembre 2024 | 17:32 | Finale   |

## Risultati

### Batterie
| Pos. | Batteria | Corsia | Atleta                | Nazionalità          | Tempo   | Note |
| ---- | -------- | ------ | --------------------- | -------------------- | ------- | ---- |
| 1    | 5        | 5      | Summer McIntosh       | Canada               | 3'57"55 | Q    |
| 2    | 5        | 4      | Lani Pallister        | Australia            | 3'57"97 | Q    |
| 3    | 5        | 6      | Claire Weinstein      | Stati Uniti          | 3'58"58 | Q    |
| 4    | 5        | 2      | Paige Madden          | Stati Uniti          | 3'58"83 | Q    |
| 5    | 5        | 7      | Isabel Marie Gose     | Germania             | 3'59"87 | Q    |
| 6    | 4        | 4      | Mary-Sophie Harvey    | Canada               | 4'00"04 | Q    |
| 7    | 4        | 6      | Leah Neale            | Australia            | 4'01"99 | Q    |
| 8    | 4        | 2      | Sofia Diakova         | NAB                  | 4'02"03 | Q    |
| 9    | 4        | 5      | Maria Fernanda Costa  | Brasile              | 4'02"52 |      |
| 10   | 4        | 3      | Miyu Namba            | Giappone             | 4'02"75 |      |
| 11   | 4        | 1      | Ajna Késely           | Ungheria             | 4'03"14 |      |
| 12   | 4        | 7      | Helena Rosendahl Bach | Danimarca            | 4'03"63 |      |
| 13   | 5        | 3      | Simona Quadarella     | Italia               | 4'04"08 |      |
| 14   | 3        | 1      | Gan Ching Hwee        | Singapore            | 4'04"17 |      |
| 15   | 5        | 1      | Kong Yaqi             | Cina                 | 4'05"19 |      |
| 16   | 4        | 9      | Eve Thomas            | Nuova Zelanda        | 4'06"27 |      |
| 17   | 3        | 3      | Boglárka Kapás        | Ungheria             | 4'06"58 |      |
| 18   | 3        | 4      | Letícia Romão         | Brasile              | 4'08"15 |      |
| 19   | 4        | 0      | Liang Xiaolan         | Cina                 | 4'08"46 |      |
| 20   | 5        | 9      | Amelie Blocksidge     | Gran Bretagna        | 4'08"96 |      |
| 21   | 5        | 8      | Francisca Martins     | Portogallo           | 4'09"39 |      |
| 22   | 5        | 0      | Deniz Ertan           | Turchia              | 4'10"25 |      |
| 23   | 3        | 7      | Iman Avdić            | Bosnia ed Erzegovina | 4'10"83 | =    |
| 24   | 3        | 2      | Tiffany Murillo       | Colombia             | 4'11"00 |      |
| 25   | 4        | 8      | Wiktoria Guść         | Polonia              | 4'11"06 |      |
| 26   | 3        | 6      | Delfina Dini          | Argentina            | 4'11"43 |      |
| 27   | 3        | 9      | María Yegres          | Venezuela            | 4'12"34 |      |
| 28   | 3        | 8      | Hannah Robertson      | Sudafrica            | 4'12"77 |      |
| 29   | 2        | 6      | Kyra Rabess           | Isole Cayman         | 4'14"77 |      |
| 30   | 2        | 4      | Laura Benková         | Slovacchia           | 4'15"03 |      |
| 31   | 3        | 0      | Vala Dís Cicero       | Islanda              | 4'16"11 |      |
| 32   | 2        | 5      | Gilaine Ma            | Hong Kong            | 4'16"71 |      |
| 33   | 3        | 5      | Han Da-kyung          | Corea del Sud        | 4'20"03 |      |
| 34   | 2        | 2      | Sara Jankovikj        | Macedonia del Nord   | 4'22"11 |      |
| 35   | 2        | 7      | Karin Belbeisi        | Giordania            | 4'24"70 |      |
| 36   | 2        | 8      | Jehanara Nabi         | Pakistan             | 4'26"85 |      |
| 37   | 2        | 1      | Michell Ramírez       | Honduras             | 4'29"31 |      |
| 38   | 2        | 3      | Keisy Castro          | Costa Rica           | 4'29"83 |      |
| 39   | 1        | 4      | Hashika Ramachandra   | India                | 4'30"30 |      |
| 40   | 1        | 5      | Riga Shala            | Kosovo               | 4'44"01 |      |
| 41   | 1        | 3      | Adaya Sian Bourne     | Sint Maarten         | 5'08"74 |      |

### Finale
| Pos.    | Corsia | Atleta             | Nazionalità | Tempo   | Note |
| ------- | ------ | ------------------ | ----------- | ------- | ---- |
| Oro     | 4      | Summer McIntosh    | Canada      | 3'50"25 |      |
| Argento | 5      | Lani Pallister     | Australia   | 3'53"73 |      |
| Bronzo  | 7      | Mary-Sophie Harvey | Canada      | 3'54"88 |      |
| 4       | 6      | Paige Madden       | Stati Uniti | 3'55"12 |      |
| 5       | 3      | Claire Weinstein   | Stati Uniti | 3'56"12 |      |
| 6       | 2      | Isabel Marie Gose  | Germania    | 3'56"84 |      |
| 7       | 1      | Leah Neale         | Australia   | 4'01"45 |      |
| 8       | 8      | Sofia Diakova      | NAB         | 4'02"27 |      |